# News of the World (Britse krant)
De News of the World was een Britse krant op tabloidformaat die elke zondag verscheen. De krant werd opgericht in 1843 en kwam op zondag 10 juli 2011 voor het laatst uit. De publicatie werd gestopt naar aanleiding van het Britse afluisterschandaal, waarbij onder meer voicemails van politici werden gehackt.

## Kenmerken
De krant was de zondagsuitgave van het Britse boulevardblad The Sun en had net als de doordeweekse Sun een oplage van ca. 3.200.000. De krant was politiek zeer rechts, conservatief en vooral ook populistisch georiënteerd (hoewel de "linkse" regering van Tony Blair destijds werd gesteund) en was fel gekant tegen de EU, immigranten, buitenlanders en andere minderheden. De krant besteedde al sinds zijn oprichting in 1843 zeer veel aandacht aan sport, sensatie, het amusement, (seks)schandalen, de "sterren", gezondheidstips en vrouwenbezigheden als stijl en mode. De overige artikelen bestonden uit behalve het gebruikelijke politieke, algemene en economische nieuws uit sensationele artikelen over gewelddadige en extreme moorden, verkrachtingen en berovingen, met veel exclusieve foto's en interviews met de slachtoffers en mensen uit hun directe omgeving. Ook werd er veel bericht over de slechte kanten van de Europese eenwording, veiligheidsschandalen (met name over terrorismebestrijding) en xenofobische verhalen over slechte ervaringen over buitenlanders.
De krant was oorspronkelijk een onafhankelijk zondagsblad en in handen van de Trinity Mirror, het Britse persbedrijf dat ook de kranten de Daily Mirror en The People publiceert. De krant werd echter in 1969, samen met The Sun, aan de Australische krantenmagnaat Rupert Murdoch verkocht. Deze veranderde The Sun totaal van karakter, inhoud, politieke mening en opzet, zodat de krant een enorme oplage kreeg, en koppelde het aan de News of the World, zodat deze de zondagskrant van The Sun werd. Hierdoor kreeg de News of the World automatisch ook een Page Three Girl, en werden alle Sun-rubrieken aan de krant toegevoegd.

## Afluisterschandaal
De krant werd gestopt naar aanleiding van een afluisterschandaal. In 2006 beschuldigde de Londense politie Clive Goodman, royalty-verslaggever van News of the World, en Glenn Muclaire, privédetective, ervan voicemails van de hofhouding van het Britse koningshuis te hebben afgeluisterd. Beiden werden gevangengezet. Aantijgingen tegen News of the World inzake het afluisterschandaal kwamen steeds meer naar boven, zaken waarin journalisten en medewerkers van de krant de voicemails van publieke figuren, beroemdheden en politici onderschepten.
De Londense Metropolitan Police herstartte het onderzoek tegen de krant in februari 2011. Toentertijd waren er twintig civiele rechtszaken gaande tegen het schandaalblad. Advocaten van slachtoffers beweerden dat ten minste 7000 mensen werden afgeluisterd door de grootste krant van het Verenigd Koninkrijk en dat processen tegen het overkoepelende News Corporation al £ 40 miljoen (€ 44 miljoen) heeft gekost.
In juli 2011 kwamen nieuwe beschuldigingen aan het adres van de krant naar buiten. De krant zou de voicemail van de destijds vermiste en later vermoord teruggevonden Milly Dowler hebben gehackt en ook van slachtoffers van de aanslagen op 7 juli 2005 en familieleden van overleden Britse soldaten. Dit nieuws zorgde voor grote publieke woede in Groot-Brittannië. Adverteerders trokken zich terug en Murdochs overname van televisiestation BSkyB was in gevaar gebracht. Premier David Cameron zegde het parlement toe een onafhankelijk onderzoek te starten naar alle Britse roddelkranten en de zaak nader te onderzoeken. Als antwoord hierop zetten andere grote bedrijven hun advertenties in News of the World stop. Op 7 juli 2011 werd bekend dat deze affaire na 168 jaar het einde betekende van News of the World.